# Olympische Sommerspiele 1912/Rudern – Achter
Die Ruderregatta im Achter bei den Olympischen Sommerspielen 1912 wurde vom 17. bis 19. Juli in der Bucht Djurgårdsbrunnsviken ausgetragen.

## Zeitplan
| Datum                     | Zeit        | Runde             |
| ------------------------- | ----------- | ----------------- |
| Mittwoch, 17. Juli 1912   | 12:00       | Vorläufe          |
| Donnerstag, 18. Juli 1912 | 15:40       | Viertelfinale     |
| Freitag, 19. Juli 1912    | 11:30 18:00 | Halbfinale Finale |

## Ergebnisse

### Vorläufe

#### Lauf 1
| Rang | Nation          | Boot                              | Athleten | Zeit       | Anm. |
| ---- | --------------- | --------------------------------- | --- | ---------- | ---- |
| 1    | Deutsches Reich | Berliner Ruderclub Sport-Borussia | Carl Eichhorn Ludwig Weinacht Richard Friesicke Andreas Wegener Fritz Eggebrecht Heinrich Landrock Egbert Reimsfeld Gottfried Gelfort Otto Charlet (Steuermann) | 6:45,1 min | Q    |
| 2    | Frankreich      | Société Nautique de Bayonne       | Jean Arné Gabriel St. Laurent Marius Lejeune Louis Lafite Jean Elichagaray Joseph Campot Étienne Lesbats Pierre Alvarez François Elichagaray (Steuermann)       | unbekannt  |      |

#### Lauf 2
| Rang | Nation       | Boot                | Athleten | Zeit       | Anm. |
| ---- | ------------ | ------------------- | --- | ---------- | ---- |
| 1    | Australasien | Sydney Rowing Club  | John Ryrie Simon Fraser Hugh Ward Thomas Parker Henry Hauenstein Syd Middleton Harry Ross-Soden Roger Fitzhardinge Robert Waley (Steuermann)    | 6:57,0 min | Q    |
| 2    | Schweden     | Göteborgs Roddklubb | Birger Amundin Ragnar Bergstedt Gustaf Broberg Simon Ericsson Ivar Ryberg Anders Almqvist Arvid Svendel Leif Sörvik Gillis Ahlberg (Steuermann) | unbekannt  |      |

#### Lauf 3
| Rang | Nation          | Boot                          | Athleten | Zeit       | Anm. |
| ---- | --------------- | ----------------------------- | --- | ---------- | ---- |
| 1    | Deutsches Reich | Berliner Ruderverein von 1876 | Otto Liebing Max Bröske Max Vetter Willi Bartholomae Fritz Bartholomae Werner Dehn Rudolf Reichelt Hans Matthiae Kurt Runge              | 6:57,0 min | Q    |
| 2    | Ungarn          | Hungaria Evezős Egylet        | István Szebeny Artúr Baján Miltiades Manno István Jeney Lajos Gráf Miklós Szebeny Antal Szebeny György Szebeny Kálmán Vaskó (Steuermann) | unbekannt  |      |

#### Lauf 4
| Rang | Nation         | Boot                  | Athleten | Zeit       | Anm. |
| ---- | -------------- | --------------------- | --- | ---------- | ---- |
| 1    | Großbritannien | New College Boat Club | William Fison William Parker Thomas Gillespie Beaufort Burdekin Frederick Pitman Arthur Wiggins Charles Littlejohn Robert Bourne John Walker (Steuermann) | 6:42,5 min | Q    |
| 2    | Norwegen       | Kristiania Roklub     | Einar Sommerfeldt Thomas Høie Harald Herlofson Olaf Solberg Gustav Hæhre Hannibal Fegth Gunnar Grantz Otto Krogh John Bjørnstad (Steuermann)              | unbekannt  |      |

#### Lauf 5
| Rang | Nation         | Boot                 | Athleten | Zeit       | Anm. |
| ---- | -------------- | -------------------- | --- | ---------- | ---- |
| 1    | Großbritannien | Leander Club         | Edgar Burgess Sidney Swann Leslie Wormald Ewart Horsfall James Angus Gillan Stanley Garton Alister Kirby Philip Fleming Henry Wells (Steuermann) | 6:22,2 min | Q    |
| 2    | Kanada         | Argonaut Rowing Club | Charles Riddy Phil Boyd Albert Kent William Murphy Alexander Sinclair Becher Gale Richard Gregory Geoffrey Taylor Winslow McCleary (Steuermann)  | unbekannt  |      |

#### Lauf 6
| Rang | Nation   | Boot                | Athleten | Zeit       | Anm. |
| ---- | -------- | ------------------- | --- | ---------- | ---- |
| 1    | Schweden | Roddklubben af 1912 | Gustaf Brunkman Per Mattson Sebastian Tamm Ted Wachtmeister Conrad Brunkman William Bruhn-Möller Ture Rosvall Herman Dahlbäck Leo Wilkens (Steuermann) | 7:05,2 min | Q    |

### Viertelfinale

#### Lauf 1
| Rang | Nation         | Boot                  | Athleten | Zeit       | Anm. |
| ---- | -------------- | --------------------- | --- | ---------- | ---- |
| 1    | Großbritannien | New College Boat Club | William Fison William Parker Thomas Gillespie Beaufort Burdekin Frederick Pitman Arthur Wiggins Charles Littlejohn Robert Bourne John Walker (Steuermann) | 6:19,0 min | Q    |
| 2    | Schweden       | Roddklubben af 1912   | Gustaf Brunkman Per Mattson Sebastian Tamm Ted Wachtmeister Conrad Brunkman William Bruhn-Möller Ture Rosvall Herman Dahlbäck Leo Wilkens (Steuermann)    | unbekannt  |      |

#### Lauf 2
| Rang | Nation          | Boot                              | Athleten | Zeit       | Anm. |
| ---- | --------------- | --------------------------------- | --- | ---------- | ---- |
| 1    | Deutsches Reich | Berliner Ruderverein von 1876     | Otto Liebing Max Bröske Max Vetter Willi Bartholomae Fritz Bartholomae Werner Dehn Rudolf Reichelt Hans Matthiae Kurt Runge (Steuermann)                        | 6:22,2 min | Q    |
| 2    | Deutsches Reich | Berliner Ruderclub Sport-Borussia | Carl Eichhorn Ludwig Weinacht Richard Friesicke Andreas Wegener Fritz Eggebrecht Heinrich Landrock Egbert Reimsfeld Gottfried Gelfort Otto Charlet (Steuermann) | unbekannt  |      |

#### Lauf 3
| Rang | Nation         | Boot               | Athleten | Zeit       | Anm. |
| ---- | -------------- | ------------------ | --- | ---------- | ---- |
| 1    | Großbritannien | Leander Club       | Edgar Burgess Sidney Swann Leslie Wormald Ewart Horsfall James Angus Gillan Stanley Garton Alister Kirby Philip Fleming Henry Wells (Steuermann) | 6:10,2 min | Q    |
| 2    | Australasien   | Sydney Rowing Club | John Ryrie Simon Fraser Hugh Ward Thomas Parker Henry Hauenstein Syd Middleton Harry Ross-Soden Roger Fitzhardinge Robert Waley (Steuermann)     | unbekannt  |      |

### Halbfinale

#### Lauf 1
| Rang | Nation         | Boot                  | Athleten | Zeit       | Anm. |
| ---- | -------------- | --------------------- | --- | ---------- | ---- |
| 1    | Großbritannien | New College Boat Club | William Fison William Parker Thomas Gillespie Beaufort Burdekin Frederick Pitman Arthur Wiggins Charles Littlejohn Robert Bourne John Walker (Steuermann) | 7:47,0 min | Q    |

#### Lauf 2
| Rang   | Nation          | Boot                          | Athleten | Zeit       | Anm. |
| ------ | --------------- | ----------------------------- | --- | ---------- | ---- |
| 1      | Großbritannien  | Leander Club                  | Edgar Burgess Sidney Swann Leslie Wormald Ewart Horsfall James Angus Gillan Stanley Garton Alister Kirby Philip Fleming Henry Wells (Steuermann) | 6:16,2 min | Q    |
| Bronze | Deutsches Reich | Berliner Ruderverein von 1876 | Otto Liebing Max Bröske Max Vetter Willi Bartholomae Fritz Bartholomae Werner Dehn Rudolf Reichelt Hans Matthiae Kurt Runge (Steuermann)         | 6:18,6 min |      |

### Finale
| Rang   | Nation         | Boot                  | Athleten | Zeit       |
| ------ | -------------- | --------------------- | --- | ---------- |
| Gold   | Großbritannien | Leander Club          | Edgar Burgess Sidney Swann Leslie Wormald Ewart Horsfall James Angus Gillan Stanley Garton Alister Kirby Philip Fleming Henry Wells (Steuermann)          | 6:15,7 min |
| Silber | Großbritannien | New College Boat Club | William Fison William Parker Thomas Gillespie Beaufort Burdekin Frederick Pitman Arthur Wiggins Charles Littlejohn Robert Bourne John Walker (Steuermann) | 6:19,2 min |